# Colletes mitchelli
Colletes mitchelli är en solitär biart som beskrevs av Alexander Charles Stephen 1954. Den ingår i släktet sidenbin och familjen korttungebin. Inga underarter finns listade i Catalogue of Life.

## Beskrivning
Arten påminner mycket om Colletes americanus, med brunaktig päls på hjässa och mellankropp, genomskinliga vingar med mörka ribbor och svart bakkropp med ljusa hårband längs bakkanterna på tergiterna (ovansidans segment).  Gentimot C. americanus har arten endast små skillnader på metapleura (ett segment på bakre delen av mellankroppens sida) och för hanen även sternit 7 (det bakersta segmentet på bakkroppens undersida). Honans kroppslängd är omkring 10 mm; hanen är tydligt mindre, med en kropplängd mellan 7 och 9 mm.

## Ekologi
Arten flyger normalt från juli till november, men kan uppträda så tidigt som april eller maj i södra delen av utbredningsområdet (Florida). Den besöker blommande växter som astersläktet i familjen asterväxter, binkasläktet och Haplopappus i familjen korgblommiga växter, sötväpplingssläktet i familjen ärtväxter, penstemoner i familjen grobladsväxter och vitek i familjen bokväxter. Den har också påträffats på vinluskolonier, där den äter av honungsdaggen.

## Utbredning
Utbredningsområdet sträcker sig från södra Ontario i Kanada i norr till östra USA från New Jersey i nordöst till North Carolina i sydöst och Florida i söder. Den västligaste förekomsten är i Illinois.